# Charles Hope (historien)
Pour les articles homonymes, voir Hope.
Charles Archibald Hope (né en avril 1945) est un historien de l'art britannique qui a été directeur de l'Institut Warburg entre 2002 et 2010. Il est un spécialiste de l'art italien des XVe et XVIe siècles, en particulier de la peinture vénitienne.

## Biographie
Charles Hope obtient un PhD à l'université d'Oxford en 1975. En 2002, il succède à Nicholas Mann à la direction de l'Institut Warburg et y devient professeur d'histoire de la tradition classique. Il est remplacé à la direction de l'Institut Warburg par Peter Mack en 2010.
Il a remis en cause la paternité du Salvator Mundi de Léonard de Vinci. Il rappelle en effet que le tableau avait été vendu $1175 en 2005 comme une copie pour atteindre $450 millions en 2017. Ce n'est qu'en 2011 qu'il est intégré dans une expo de Léonard de Vinci mais avec un communiqué de presse qui précise clairement que l'attribution à Léonard de Vinci n'est pas établie.
Hope remet aussi en question l'attribution de la Danaë à Titien, qualifiant l'ouvrage de « pastiche tardive ». Dans Le Martyre de sainte Agathe (Sebastiano del Piombo, 1520), il confirme la forte charge érotique de l'ouvrage, et qualifie la femme peinte de « pin-up ».

## Distinctions
- 2002 : Prix Dan-David d'Histoire[3]

## Publications

### Articles
- Charles Hope, Philippe Sénéchal, Donal Cooper et Luke Syson, Musées et recherche en histoire de l’art en Grande-Bretagne : le cas de la Renaissance, t. 2, Perspective, 2007 (lire en ligne), p. 243-250